# Doldenhorn
Das Doldenhorn ist ein 3638 m ü. M. hoher Berg der Berner Alpen in der Schweiz.

## Geographie
Das Schaustück des Doldenhorns, die vergletscherte Nordwand, erhebt sich steil über dem Oeschinensee bei Kandersteg. Die Südseite über dem Gasterental weist felsigen Charakter auf. Über das Fründenhorn und das Oeschinenhorn ist das Doldenhorn im Osten mit der Blüemlisalp verbunden. Gegen Westen steht die von der Kander umflossene Gruppe frei da und umfasst neben dem Hauptgipfel Doldenhorn auf dem Weg auf den Talgrund weitere Nebengipfel; das 400 Meter westlich liegende Kleindoldenhorn, 3474 m ü. M., sodann weiter westlich der Üssere Fisistock, 2947 m ü. M., welcher das Doldenhorn vom Tal aus wuchtig überragt, und der Innere Fisistock, 2788 m ü. M., welcher die Südwestflanke bildet.
Aus dem Gebiet des Doldenhorns sind aufgrund der Schichtung nach Norden nacheiszeitlich mehrere Bergstürze niedergegangen. Einer davon staute den Oeschinensee auf. Von den Fisistöcken oberhalb von Kandersteg donnerten riesige Felsmassen das Kandertal hinab bis Kandergrund, wo die Trümmer heute noch um den malerischen Blausee zu bestaunen sind. Auch die Abrissnarben am Berg sind noch deutlich erkennbar.

## Alpinistisches
Das Doldenhorn wurde am 30. Juni 1862 von Abraham Roth und Edmund von Fellenberg sowie den Führern Johann Bischoff, Kaspar Blatter, Christian Lauener und Gilgian Reichen erstmals erklettert.
- Der Normalanstieg beginnt an der Doldenhornhütte (1915 m ü. M.) oberhalb von Kandersteg. Von dort steigt man über die Nordwest-Seite vorbei am markanten Spitzen Stein (hierher auch über den Doldenhorngletscher von der Fründenhütte), bis man auf knapp 3000 m ü. M. Höhe den Gletscher betritt. Der Gipfel wird über eine Gletscherrampe erreicht, die von der Einsattlung zwischen Kleindoldenhorn und Doldenhorn aufwärts führt.
- Der unter Alpinisten bekannte Galletgrat, einer der schönsten Eisgrate des Berner Oberlandes, führt von der Fründenhütte über den Sporn, der von Punkt 3480 m des Ostgrates herunterzieht, zunächst über Fels bis auf die Grathöhe. Vom Sporn zieht der Ostgrat teils stark nach Süden verwechtet als fein geschwungene Firnschneide gegen den Gipfel. Die Schwierigkeiten im Fels erreichen den Grad III der UIAA-Skala. Jedoch sind in weiten Teilen der Felspassagen fast durchgängig Fixseile und Ketten gelegt, um nicht mehr das früher begangene, steinschlaggefährdete Couloir begehen zu müssen. Die Route wurde am 19. Juli 1899 von J. Gallet, J. Kalbermatten und A. Müller erstbegangen.
- Der Ostgrat kann auch vom Fründenjoch aus auf ganzer Länge begangen werden. Die Schwierigkeiten bis zum Erreichen des Firns sind jedoch deutlich höher (V nach UIAA) als beim Galletgrat. Erstbegeher waren E. und O. Bürki am 5. August 1923.
- Bei der Nordwand handelt es sich um eine klassische Eiswand mit einer nach oben zunehmenden Neigung von durchschnittlich 54°. Die eigentliche Wandhöhe beträgt ca. 600 m. Die Doldenhorn-Nordwand wurde von M. Bachmann und S. Plietz am 8. Juli 1934 erstdurchstiegen.

## Motiv in der Malerei

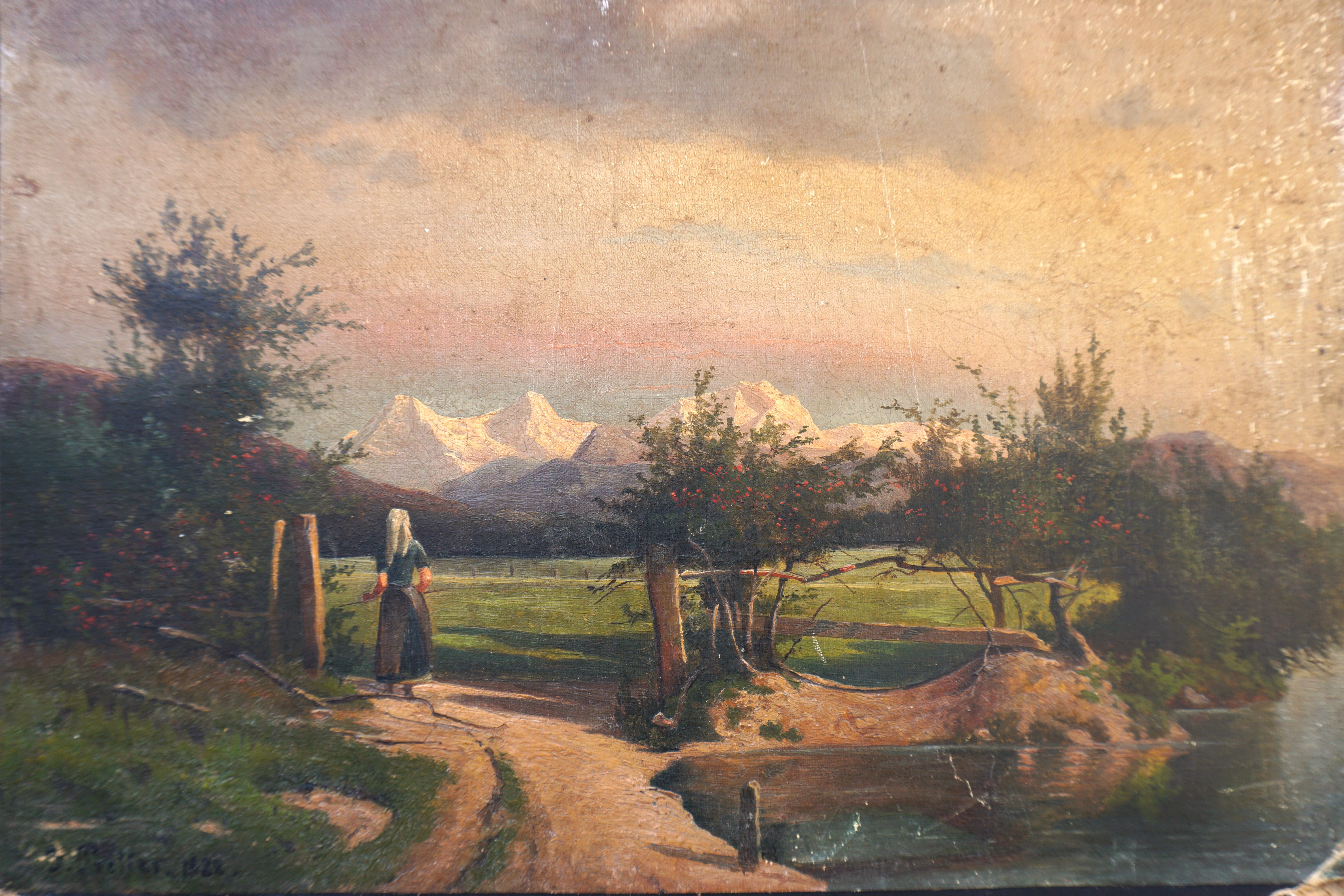
Julius Preller: Ländliche Szene mit Blick auf das Doldenhorn, Ölgemälde, entstanden 1888

Doldenhorn, Blüemlisalp und Blausee waren im 19. Jahrhundert, vor allem in den Epochen der Romantik und des Realismus, ein beliebtes Motiv in der Landschaftsmalerei. Hier eine Auswahl von Künstlern, von denen Gemälde mit diesen Motiven bekannt sind: Auguste-Henri Berthoud, Max Buri, Alexandre Calame,  Ferdinand Hodler, Johann Wilhelm Lindlar, Friedrich Preller der Ältere, Julius Preller, Carl Theodor Reiffenstein, Hans Thoma, Anton Winterlin.

## Regierungsbunker K20
Der westlichste Vorgipfel des Doldenhorns, der Innere Fisistock, beherbergt den Regierungsbunker der Schweizerischen Regierung, die Führungsanlage K20. Zugänglich sei er von Eggenschwand, vom Gasterntal her und aus dem alten Lötschbergtunnel. Die Regierung habe die bisherige strikte Geheimhaltung der Lage des Bunkers aufgegeben.